# Smittina pliofistulata
Smittina pliofistulata är en mossdjursart som beskrevs av Hayward och Thorpe 1990. Smittina pliofistulata ingår i släktet Smittina och familjen Smittinidae. Inga underarter finns listade i Catalogue of Life.